# El Último Concierto (gira)
El Último Concierto fue una serie de 6 conciertos que marcó la separación de la banda de rock argentina Soda Stereo. Comenzó el 30 de agosto de 1997 en el Palacio de los Deportes de la Ciudad de México y terminó el 20 de septiembre en el Estadio Antonio Vespucio Liberti de Buenos Aires, Argentina, luego de 6 conciertos en Norteamérica y Sudamérica. En la misma, la banda tocó sus grandes éxitos, para que luego sus integrantes se dedicaran a sus carreras por separado, pero volvió a tocar en vivo hasta 2007, cuando realizaron su gira para Me Verás Volver.

## Lista de canciones
La siguiente lista de canciones corresponde al concierto realizado el 20 de septiembre de 1997 en Buenos Aires y no representa todos los conciertos de la gira. La canción «Día común - Doble vida» fue ensayada, pero no interpretada en vivo en la gira. La canción «En Camino (Veranek Mix)» fue utilizada en un vídeo introductorio que se reproducía antes de que comenzara el show; en cambio la canción «Ecos» se utilizó en un video que mostraba los créditos de todos los que colaboradores y como cierre de la misma.
1. «En la ciudad de la furia»
2. «El Rito»
3. «Hombre al agua»
4. «(En) El séptimo día»
5. «Canción animal»
6. «Juego de seducción»
7. «Corazón delator» (con Daniel Sais)
8. «Sueles dejarme solo»
9. «Paseando por Roma»
10. «Lo que sangra (La cúpula)» (con Andrea Álvarez)
11. «Signos»
12. «Zoom»
13. «Ella usó mi cabeza como un revólver»
14. «Disco eterno»
15. «Planeador»
16. «Luna roja»
17. «Té para tres»
18. «No necesito verte (para saberlo)»
19. «Sobredosis de TV» (con Richard Coleman)
20. «Trátame suavemente»
21. «Cuando pase el temblor»
22. «Persiana americana» (con Fabián Quintiero)
23. «Un millón de años luz»

Bis:
1. «En remolinos»
2. «Primavera 0»

Bis 2:
1. «Cae el sol»
2. «De música ligera»

## Fechas de la gira
| Fecha                     | Ciudad                    | País                      | Lugar                     | Acto de apertura                    |
| Norteamérica y Sudamérica | Norteamérica y Sudamérica | Norteamérica y Sudamérica | Norteamérica y Sudamérica | Norteamérica y Sudamérica           |
| ------------------------- | ------------------------- | ------------------------- | ------------------------- | ----------------------------------- |
| 30 de agosto de 1997      | Ciudad de México          | México                    | Palacio de los Deportes   | Julieta Venegas Azul Violeta        |
| 31 de agosto de 1997      | Ciudad de México          | México                    | Palacio de los Deportes   | Julieta Venegas Azul Violeta        |
| 2 de septiembre de 1997   | Monterrey                 | México                    | Auditorio Coca-Cola       | —                                   |
| 6 de septiembre de 1997   | Caracas                   | Venezuela                 | Poliedro de Caracas       | Zapato 3 Aterciopelados             |
| 13 de septiembre de 1997  | Santiago de Chile         | Chile                     | Estadio Nacional          | Sien Solar                          |
| 20 de septiembre de 1997  | Buenos Aires              | Argentina                 | Estadio River Plate       | Avant Press Tumbas Santos Inocentes |

## Músicos
Lista de músicos adaptada desde el El último concierto.
Soda Stereo
- Gustavo Cerati – Voz y guitarra
- Zeta Bosio – Bajo y voz
- Charly Alberti – Batería y percusión

Músicos invitados
- Tweety González – Teclados, programación y sintetizadores
- Alejandro Terán – Saxo tenor, violín, guitarra y percusión
- Axel Krygier – Flauta traversa, saxo barítono, teclados y percusión